# Thomas Murphy (football)
Pour les articles homonymes, voir Murphy et Thomas Murphy.
Thomas Murphy est un footballeur international irlandais. Ses dates de naissance et de décès sont inconnues. Jouant au poste de défenseur, il fait partie de la première équipe nationale irlandaise créée après l'indépendance du pays et dispute les Jeux olympiques d'été de 1924 à Paris. Il compte deux sélections.

## Carrière
Thomas Murphy est licencié au Saint James's Gate Football Club, le club de la brasserie Guinness. Il dispute la saison inaugurale du Championnat d'Irlande de football qu'il remporte avec ses coéquipiers. La même année, il remporte la Coupe d'Irlande
En 1924, il est sélectionné parmi vingt-deux joueurs pour représenter le nouvel État irlandais. Il participe aux Jeux olympiques d'été de 1924 à Paris au mois de juin. Il ne dispute aucune rencontre des Jeux olympiques. Mais le lendemain de l’élimination en quart de finale par les Pays-Bas, il est titularisé en défense pour l'équipe irlandaise qui dispute un match amical contre l'Estonie remporté 1-0. De retour en Irlande, il fait partie de la sélection qui joue un match amical contre les États-Unis à Dublin le 14 juin 1924. Ce sont les deux seules sélections de Murphy.
Il faut attendre cent ans pour qu'en juin 2024 la fédération irlandaise reconnaisse ces quatre matchs comme pleinement représentatifs de l'équipe nationale,.

## Palmarès
- Avec le Saint James's Gate Football Club
  - Vainqueur du championnat d'Irlande 1921-1922
  - Vainqueur de la Coupe d'Irlande 1921-1922